# Мокринских, Александр Михайлович
Александр Михайлович Мокринских (укр. Олександр Михайлович Мокринських, род. 23 февраля 1972, г. Енакиево) — забойщик на отбойных молотках структурного подразделения «Шахта имени К. А. Румянцева» государственного предприятия «Артёмуголь» (Донецкая область). Герой Украины (2013).

## Государственные награды
- Звание Герой Украины с вручением ордена Державы (22 августа 2013 года) — за самоотверженный шахтёрский труд, достижение высоких производственных показателей в добыче угля[1]
- Медаль «За труд и победу» (27 августа 2010 года) — за весомый личный вклад в укрепление энергетического потенциала государства, многолетний самоотверженный шахтёрский труд, высокий профессионализм и по случаю 75-летия стахановского движения и Дня шахтёра[2]
- Знак «Шахтёрская слава» 3-х степеней
- Знак «Шахтёрская доблесть» III ст.